# 19 Geminorum
19 Geminorum är en vit stjärna i huvudserien i stjärnbilden Tvillingarna.
19 Geminorum har visuell magnitud +6,38 och är nätt och jämnt synlig för blotta ögat vid mycket god seeing. Den befinner sig på ett avstånd av ungefär 440 ljusår.